# Glympton
Glympton – wieś w Anglii, w hrabstwie Oxfordshire, w dystrykcie West Oxfordshire. Leży 18 km na północny zachód od Oksfordu i 97 km na północny zachód od Londynu. W 2001 miejscowość liczyła 80 mieszkańców.